# 马修·罗英平
马修·罗英平（1986年8月3日—），法籍華裔男子羽毛球運動員。

## 簡歷
马修·罗英平的父親是華人，母親是法國人。他自10歲起開始在波爾多的俱樂部接觸羽球，18歲時加入法國國家羽毛球隊並就讀法國國家體育學院。2005年，他與搭檔布里斯·利弗德斯在歐洲青年羽毛球錦標賽奪得男子雙打冠軍。
2013年6月，马修·罗英平代表法國參加土耳其梅爾辛舉行的地中海運動會羽毛球比賽，奪得一面男單銅牌。

## 主要比賽成績
只列出曾進入準決賽的國際賽事成績：
| 年份   | 賽事                     | 公開賽級別 | 項目     | 拍檔            | 成績   |
| ------ | ------------------------ | ---------- | -------- | --------------- | ------ |
| 2005年 | 歐洲青年羽毛球錦標賽     | 其他       | 男子雙打 | 布里斯·利弗德斯 | 準決賽 |
| 2008年 | 義大利羽毛球國際賽       | 國際挑戰賽 | 男子單打 | －              | 準決賽 |
| 2009年 | 葡萄牙羽毛球國際賽       | 國際系列賽 | 男子單打 | －              | 準決賽 |
| 2009年 | 俄羅斯羽毛球大獎賽       | 大獎賽     | 男子單打 | －              | 準決賽 |
| 2010年 | 奧地利羽毛球國際挑戰賽   | 國際挑戰賽 | 男子單打 | －              | 亞軍   |
| 2010年 | 愛爾蘭羽毛球國際賽       | 國際系列賽 | 男子單打 | －              | 準決賽 |
| 2010年 | 意大利羽毛球國際賽       | 國際挑戰賽 | 男子單打 | －              | 準決賽 |
| 2011年 | 蘇格蘭羽毛球國際賽       | 國際挑戰賽 | 男子單打 | －              | 準決賽 |
| 2011年 | 愛爾蘭羽毛球國際賽       | 國際系列賽 | 男子單打 | －              | 準決賽 |
| 2013年 | 愛沙尼亞羽毛球國際賽     | 國際系列賽 | 男子雙打 | 洛朗·康斯坦丁   | 冠軍   |
| 2013年 | 大溪地羽毛球國際挑戰賽   | 國際挑戰賽 | 男子單打 | －              | 亞軍   |
| 2013年 | 大溪地羽毛球國際挑戰賽   | 國際挑戰賽 | 男子雙打 | 洛朗·康斯坦丁   | 亞軍   |
| 2013年 | 地中海運動會羽毛球比賽   | 其他       | 男子單打 | －              | 銅牌   |
| 2013年 | 波多黎各羽毛球國際挑戰賽 | 國際挑戰賽 | 男子雙打 | 洛朗·康斯坦丁   | 亞軍   |
| 2014年 | 愛沙尼亞羽毛球國際賽     | 國際系列賽 | 男子雙打 | 洛朗·康斯坦丁   | 亞軍   |
| 2014年 | 危地馬拉羽毛球國際賽     | 國際挑戰賽 | 男子雙打 | 洛朗·康斯坦丁   | 冠軍   |
| 2014年 | 巴西羽毛球國際賽         | 國際挑戰賽 | 男子雙打 | 洛朗·康斯坦丁   | 亞軍   |
| 2014年 | 蘇格蘭羽毛球大獎賽       | 大獎賽     | 男子雙打 | 洛朗·康斯坦丁   | 準決賽 |
| 2015年 | 愛沙尼亞羽毛球國際賽     | 國際系列賽 | 男子雙打 | 洛朗·康斯坦丁   | 冠軍   |

| 2007-2017年 | 首要超級賽 | 超級賽 | 黃金大獎賽 | 大獎賽 | 國際挑戰賽 | 國際系列賽 | 未來系列賽 | 其他 |

| 2018-2026年 | 總決賽 | 超級1000賽 | 超級750賽 | 超級500賽 | 超級300賽 | 超級100賽 | 國際挑戰賽 | 國際系列賽 | 未來系列賽 | 其他 |

### 奧運會和世錦賽參賽紀錄
|          | 2009 | 2010 | 2011 | 2012 | 2013 |
| -------- | ---- | ---- | ---- | ---- | ---- |
| 男子單打 | 32強 | 64強 | 32強 | －   | 64強 |